# Biloxi (Mississippi)
Pour les articles homonymes, voir Biloxi.
Biloxi (en anglais [bəˈlʌksi]) est une ville de l'État du Mississippi durement touchée en 2005 par l'ouragan Katrina. La ville prend le nom des Amérindiens Biloxi (« les premiers hommes »), qui habitaient la région.
Une base aérienne (Keesler Air Force Base, code AITA : BIX) se trouve à Biloxi.
C'est la ville natale de l'astronaute Fred Haise (Apollo 13).

## Histoire

### Pierre Le Moyne d’Iberville

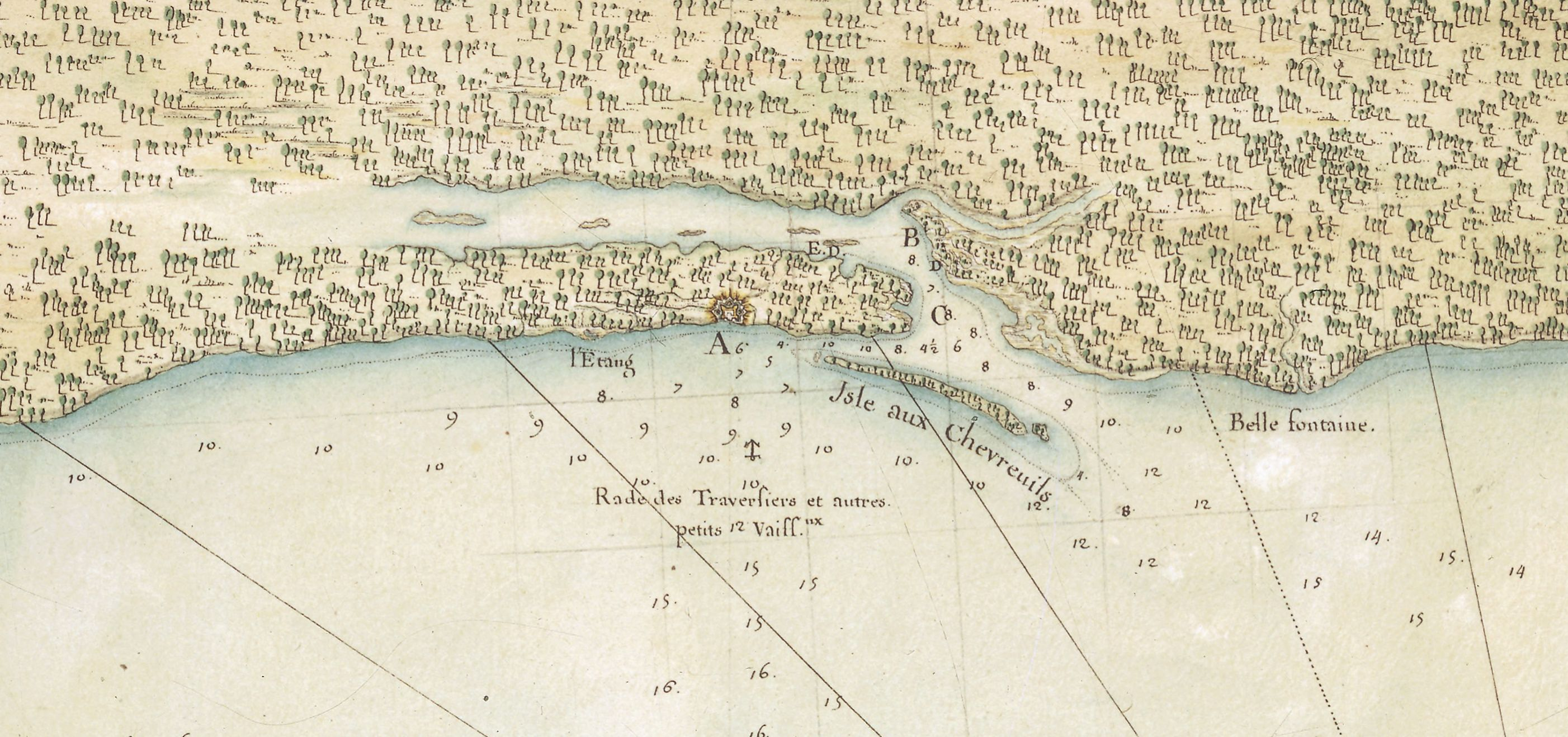
Nouveau Biloxi, rebaptisé Fort Louis (site A), début du XVIIIe siècle.

La première colonie française permanente en Louisiane fut établie chez les Amérindiens de la tribu des Biloxi sous la direction de Pierre Le Moyne d'Iberville, en 1699. Parti de La Rochelle en septembre 1698, Iberville débarqua dans la baie sablonneuse de la future colonie de Biloxi en février 1699. Après avoir entrepris pendant plusieurs semaines l'exploration de la région, il atteignit le lac Pontchartrain et le fleuve Mississippi. Ne trouvant pas de site meilleur que Biloxi, situé dans un pays marécageux, aux eaux malsaines et au sol stérile, il se résolut à fonder un fort avec ses hommes. Au mois de mai de 1699, Iberville quitta le fort en laissant le commandement des Français à l’enseigne de vaisseau Sauvalle.

### Biloxi, capitale de la Louisiane française

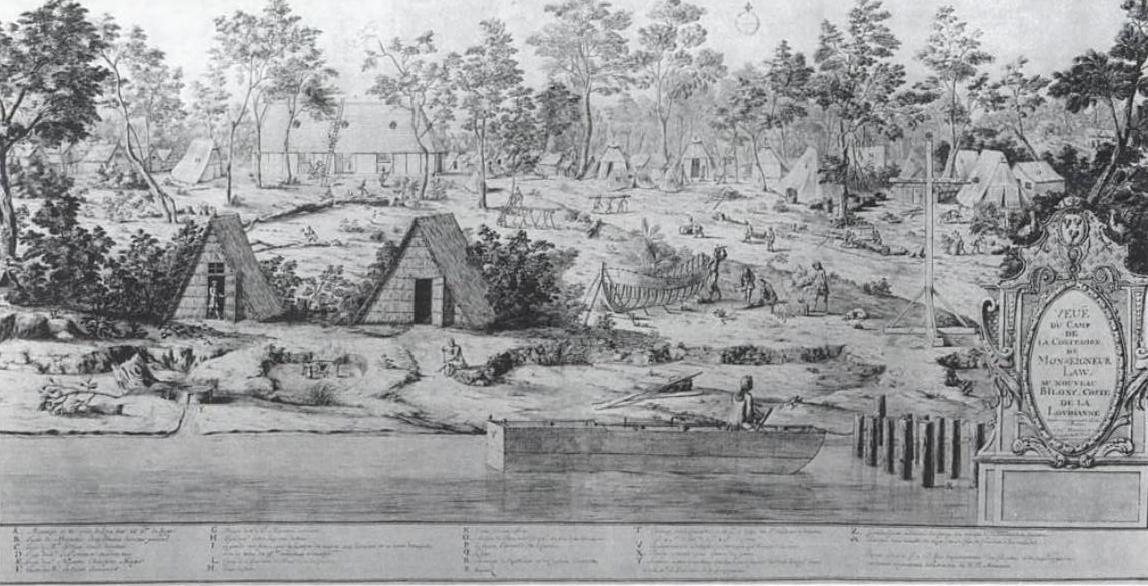
Image du camp de John Law, directeur de la Compagnie du Mississippi à Biloxi en décembre 1720.

En 1720, la capitale de la Louisiane française fut transférée de Mobile à Biloxi, qui le resta durant trois ans. En 1723, la capitale fut transférée à La Nouvelle-Orléans. Le poste de Biloxi servit alors à signaler l'arrivée des bateaux. 
En 1763, par le Traité de Paris, la Louisiane à l'est du fleuve du Mississippi fut cédée à la Grande-Bretagne sauf La Nouvelle-Orléans (le territoire situé à l'ouest du fleuve fut cédé à l'Espagne, avec La Nouvelle-Orléans, par le traité de Fontainebleau, 1762).

## Démographie
Selon l'American Community Survey, pour la période 2011-2015, 88,48 % de la population âgée de plus de 5 ans déclare parler l'anglais à la maison, 6,24 % déclare parler l'espagnol, 2,34 % le vietnamien et 2,95 % une autre langue.

## Dans la culture populaire
- La pièce de théâtre Biloxi Blues se déroule au camp militaire de Biloxi durant la Seconde Guerre mondiale (et également le film du même nom qui en est adapté).

- Dans le tome 2 de la saga Twilight, Tentation, Alice Cullen révèle à Bella qu'elle a retrouvé sa nièce qui vit à Biloxi.

- Le roman de John Grisham « The Boys from Biloxi » se déroule à Biloxi.

## Sources
- Gilles Havard et Cécile Vidal, Histoire de l’Amérique française, Flammarion, Paris, 2003